# Arcypteris difformis
Arcypteris es un género monotípico de helechos perteneciente a la familia  Dryopteridaceae. Su única especie: Arcypteris difformis, es originaria de Indonesia.

## Taxonomía
Arcypteris difformis fue descrita por (Blume) Underw. y publicado en Bulletin of the Torrey Botanical Club 30: 678. 1903.
Sinonimia
- Aspidium difforme Blume
- Dictyopteris difformis (Blume) Moore
- Phegopteris difformis (Blume) Mett.
- Polypodium difforme (Blume) Blume[2]